# Reciful Maria-Theresa
Insula Tabor sau Reciful Maria-Theresa este o insulă din sudul Oceanului Pacific între arhipelagul Tuamotu și Noua Zeelandă. Este considerată o insulă fantomă.

## Istoric
Poziția sa a fost semnalată pentru prima oară la 16 noiembrie 1843 de către căpitanul Asaph P. Taber (numit și Tabor) la bordul navei Maria Theresa, din New Benford, Massachusetts cu valoarea 37°00′S 151°13′V / 37.000°S 151.217°V. În 1957 insula a fost căutată în această zonă însă fără succes. În 1983, poziția recifului a fost recalculată la 36°50′S 136°39′V / 36.833°S 136.650°V, la mai mult de 1000 km mai spre est, dar cercetările au fost încă o dată nefructuoase. Existența Recifului Maria Theresa este considerată acum dubioasă.
Alte insule au fost semnalate din greșeală în aceeași regiune, ca de exemplu Reciful Ernest Legouvé. Pînă în prezent doar unele atlase indică poziția acestui recif.
Mai mulți specialiști consideră aceste insule (ori recifuri) drept un stat-fantomă: Ernest Legouvé și Maria Theresa.
Insula Tabor apare în două cărți ale lui Jules Verne, Copiii căpitanului Grant și Insula misterioasă.